# Mullvad
Mullvad是一家总部位于瑞典的商业VPN服务提供商。"Mullvad"这一名称在瑞典语中意为"鼹鼠"。Mullvad使用WireGuard和OpenVPN协议提供服务。此外，它还支持使用Shadowsocks作为桥接协议，以帮助用户绕过网络审查。Mullvad的VPN客户端软件以GPLv3许可证开源发布，这是一个自由及开源软件许可证。

## 历史
Mullvad由Amagicom AB于2009年3月推出，并于2009年开始支持通过OpenVPN协议的连接。Mullvad是WireGuard协议的早期采用者和支持者，在2017年3月宣布了这一新VPN协议的可用性，并在2017年7月至12月期间对WireGuard开发做出了"慷慨捐赠"。
2018年9月，网络安全公司Cure53对Mullvad的macOS、Windows和Linux应用程序进行了渗透测试。发现了七个问题，这些问题已被Mullvad解决。Cure53仅测试了应用程序和支持功能，没有对Mullvad的服务器端和后端进行评估。
2019年10月，Mullvad与Mozilla合作，为Mozilla VPN提供Mullvad的WireGuard服务器。
2020年4月，Mullvad与Malwarebytes合作，为其VPN服务Malwarebytes Privacy提供WireGuard服务器。
2022年5月，Mullvad开始正式接受门罗币加密货币。
2023年4月18日，瑞典警察局（Swedish Police Authority）的国家行动部门（National Operations Department）的警官持搜查令造访了Mullvad在哥德堡的总部，意图查封包含客户数据的计算机。Mullvad证明，根据其政策，他们的系统上不存在此类数据。警官在咨询检察官后离开，没有查封任何设备或获取客户信息。两天后，Mullvad在其网站博客中发布了关于此事的公开声明，并提到这是他们的办公室首次被当局搜查。在搜查九天后发给Mullvad的一封信中，瑞典警察局表示他们是应德国为一项正在进行的调查而进行的搜查。该调查涉及针对梅克伦堡-前波莫瑞多个机构的勒索攻击，揭示了可追溯到Mullvad VPN服务的IP地址。
2023年5月29日，Mullvad宣布将从2023年7月1日起取消对端口转发的支持。这是由于端口转发被用于非法活动，导致执法部门干预、Mullvad的IP地址被列入黑名单，以及主机提供商取消其服务。